# Plakobranchus
Plakobranchus is een geslacht van weekdieren uit de klasse van de Gastropoda (slakken).

## Soorten
- Plakobranchus ocellatus van Hasselt, 1824
- Plakobranchus papua Meyers-Muñoz & van der Velde, 2016